# New Weston, Ohio
New Weston là một làng thuộc quận Darke, tiểu bang Ohio, Hoa Kỳ. Năm 2010, dân số của làng này là 136 người.

## Dân số
- Dân số năm 2000: 135 người.
- Dân số năm 2010: 136 người.